# 夔東十三家
夔東十三家（另稱川東十三家）是活躍於川、鄂、陝、豫諸省的反清武裝，主要成份為被滿清於北方擊敗後歸順南明的大順、大西殘部。
夔東十三家大致分成兩派人馬：一派是大順餘部，他們在李自成死後，先是四處游擊，與南明永曆朝廷有過合作，終因各種原因先後落腳夔東；另一派是在大順餘部之前就已紮根本地夔東的反清武裝，王光興來自外地，三譚譚文、譚詣、譚弘屬本地豪強。雙方先後落腳夔東後互有往來，為了反清的理想共同出資成立了十三家集團，但優勢方當是兵力較多的大順餘部。大西餘部李定國、孫可望、劉文秀、艾能奇、白文選等將領有與夔東十三家聯合作戰過，但一如所有南明軍事勢力一樣僅為鬆散合作關係，一般不算入夔東十三家之中。

## 歷史
崇禎十七年（1644年），張獻忠攻陷夔州，建立「大西政權」，又與李自成的部下郝永忠、劉體純等40余万人結合。順治三年（1646年），張獻忠戰死，郝永忠、劉體純、孫可望、李定國、劉文秀、白文選、袁宗弟、李來亨等聯合王光興、譚文、譚詣、譚弘等地方武裝繼而歸順南明繼續反清，共16個營兵力。
顺治四年（1647年），李赤心、高必正攻打荆州失利，转攻大昌、巫山。顺治五年（1648年）南明湖广总督何腾蛟與李赤心、高必正等同盟抗清，收复湖南大部份土地，但顺治六年（1649年）正月又告失守，何腾蛟被俘殺，李赤心病死。顺治八年（1651年）高必正被孙可望所杀。李来亨回到巴归，「颇以威信御众」，在湖北兴山县茅麓山建立基地，與南明将领王光兴會合，史稱「夔东十三家」，有兵二十余万。
康熙元年（1662年）九月，清廷组织大规模的围剿行動，由李國英、董学礼、王一正等執行三面夹击，战事異常慘烈。康熙二年（1663年），清軍攻佔巫山城，郝永忠退至羊耳山（今奇峰鄉），激戰數日，雙方死傷甚眾，十二月，刘体纯自缢死，郝永忠、袁宗弟被俘杀。康熙三年（1664年）清廷以二十萬大軍進攻夔東十三家，史稱「重慶之役」，清军追到铜锣峡口始返。重慶之役後，夔東十三家处境日漸困难，八月五日，李來亨於其據地茅麓山被圍城，糧盡，举家自焚死。至此，除王光兴、谭宏、谭诣降清外，其余将领均苦战到底而死。

## 將領

### 大顺军
- 劉體純，1650年入家，駐湖北巴東縣陳家坡分部。被南明王朝冊封爵位皖國公。
- 郝永忠，1650年入家，駐湖北房縣分部。被南明王朝冊封爵位益國公。
- 袁宗第，1650年入家，駐重慶巫山縣分部。被南明王朝冊封爵位清國公。
- 拓天寶，1650年入家，駐湖北巴東縣平陽壩分部。被南明王朝冊封爵位宜都侯。
- 黨守素，1650年入家，駐湖北興山縣分部。被南明王朝冊封爵位興平侯。
- 馬雲翔（馬騰雲），1650年入家，駐湖北興山縣分部。被南明王朝冊封爵位陽城侯。
- 李來亨，1651年入家，駐湖北興山縣七連坪、茅麓山分部。被南明王朝冊封爵位臨國公。
- 賀珍（郝珍），1651年入家，駐重慶巫溪縣分部（今寧廠古鎮一帶）。被南明王朝冊封爵位岐侯。
- 李復榮，被南明王朝冊封爵位渭南侯。

### 其他势力
- 王光興，南明將領，獨立勢力，較早在夔東活動，屬湖北恩施市分部，佔據施州衛。
- 譚文，本地武裝，一直在夔東活動，駐重慶萬州區、巫山縣分部，佔據萬縣。
- 譚詣，本地武裝，一直在夔東活動，駐重慶萬州區、巫山縣分部，佔據巫山。
- 譚弘（譚宏），本地武裝，一直在夔東活動，駐重慶萬州區、巫山縣分部，佔據天字城。